# Hongcun
Hongcun é uma aldeia em Anhui, na China que conserva, de forma intacta e completa, antigas residências das dinastias Ming e Qing. 
A Residência Chengzhitang, construída há 150 anos, é a mais conhecida em Hongcun. Era a residência do então maior comerciante de sal local, Wang Dinggui. Ela ocupa uma superfície superior de três mil metros quadrados e foi construída totalmente de madeira. Suas decorações, marcadas pelas esculturas de madeira, são grandiosas e complexas, facto que a leva a ser designada de "Cidade Proibida Popular". 
A aldeia foi declarada, juntamente com Xidi, Património Mundial da Unesco.

## História
No início da formação de Hongcun, os habitantes costumavam construir casas ao longo de um riacho. À medida que aumentava a população, o terreno à beira da água apertou. Se houvesse um incêndio, ninguém sobreviveria. Para evitar o perigo, os aldeãos decidiram conduzir água para cada família. 
Aproveitando as quedas geográficas, os aldeões instalaram comportas no curso superior do riacho para controlar a corrente da água e fazê-la voltar ao curso inferior. A singular rede hidroviária vem despertando atenção de arquitetos do Japão, Alemanha e E.U.A., que elogiaram a inteligência dos antepassados além de ficar impressionados com o design. 